# Barón de Lexington
Barón de Lexington fue un título nobiliario de Inglaterra. Fue creado el 21 de noviembre de 1645 por Robert Sutton (1594–1668). La baronía se extinguió tras la muerte de su hijo Robert Sutton (1662–1723), el segundo barón, en 1723. Las fincas de la familia pasan a manos del lord Robert Modales-Sutton y posteriormente a su hermano el lord George Modales-Sutton.

## Barones Lexinton (1645)
- Robert Sutton, 1.er baron Lexinton (1594 a 1668)
- Robert Sutton, segundo baron Lexinton (1662 a 1723)